# Adoretus vittiger
Adoretus vittiger är en skalbaggsart som beskrevs av Frey 1970. Adoretus vittiger ingår i släktet Adoretus och familjen Rutelidae. Inga underarter finns listade i Catalogue of Life.